# 沢村玲
沢村 玲（さわむら れい、1997年1月2日 - ）は、日本の歌手、俳優。
静岡県浜松市出身で、スターダストプロモーション制作3部に所属し、5人組ダンス&ボーカルグループ・ONE N' ONLYのボーカルとして活動している。かつてはEBiDAN内のユニット・EBiSSHのメンバーでもあり、グループ両立期を経て現在はONE N’ ONLYに専念している。

## 略歴
幼少期から多趣味な父親の影響で様々な場所に連れて行ってもらい、多方面に興味を広げて育つ。高校生の頃、SNSで見たダンスプラクティス動画をきっかけに「ダンスがかっこいい」と感じ地元のダンススクールに通い始める。高校卒業後に上京し、先輩と東京のダンススクールに向かう途中で現在の事務所にスカウトされた。2015年12月、スターダスト所属若手俳優集団EBiDANの雑誌「EBiDAN vol.7」で“Monochrome Rainbow”名義の写真が掲載され芸能界デビューを果たす。同年にはガンホーと野球大会「WBSCプレミア12」とのタイアップCMに出演し、映像作品への初出演も経験した。
2016年4月、スターダストの男性ダンスボーカルプロジェクト「EBiDAN THE STREET」内ユニットとしてEBiSSHを結成し、メンバーとなる。以降グループ活動と並行して個人の活動を広げ、2016年にはフォーラムエンジニアリングのWebムービー「就活生編」に出演した。2018年4月、EBiSSHと同じEBiDAN出身ユニットであるさとり少年団との合同ライブにて、両グループによる新プロジェクト「One And Only」を披露。この合同ユニットは後にONE N' ONLYと名付けられ、沢村も引き続きメンバーとして活動を開始する。ONE N' ONLY結成後もしばらくはEBiSSHとSBCの両グループ活動も継続されたが、2020年1月にそれぞれの活動休止が発表され、以降はONE N' ONLYに専念することになった。
俳優としての活動は2021年から本格化し、日本テレビ系ドラマ『FAKE MOTION -たったひとつの願い-』でテレビドラマ初出演を果たす。同作で演じた甘粕信太郎役は舞台化もされ、2020年7月上演予定だった舞台『FAKE MOTION -卓球の王将-』は新型コロナウイルスの影響で延期となったものの、2021年4月に『FAKE MOTION -THE SUPER STAGE-』として改めて上演され沢村も続投出演した。2021年8月には舞台『虹色とうがらし』に出演し、浮論役を演じている。また同年、ONE N' ONLYとして初のライブ・バラエティ番組『週末男子暮らし ONE N’ ONLY』がひかりTVで配信され、メンバーとシェアハウスで共同生活する姿を披露した。
2023年には映画初主演を務め、グループ主演作となるアクション映画『バトルキング!! -We'll rise again-』が3月10日に公開された。沢村は早乙女以蔵役で出演し、同作品はONE N' ONLYメンバー総出演の映画として話題を集めた。さらに続編となる2部作『BATTLE KING!! Map of The Mind -序奏・終奏-』が制作され、2025年2月と3月に連続公開された。2023年9月には、自動車メーカー・マツダのファンイベント「MAZDA FAN FESTA 2023」内で行われたトークショーに出演し、同社デザイン本部長の前田育男との対談が実現するなど、趣味の車に関連したイベントにも参加した。
2024年、ドラマ出演の機会が飛躍的に増加する。2月にはテレビ東京の深夜ドラマ『パティスリーMON』第7話にゲスト出演し、4月から放送のTOKYO MXドラマ『彼のいる生活』では大学生・春名圭太役を演じた。続く5月にはTBS日曜劇場『アンチヒーロー』第6話に出演し、森尾役で地上波プライム枠のドラマに初登場している。そして自身初のドラマ主演作となったのが、9月放送のフジテレビ系深夜ドラマ『ハッピー・オブ・ジ・エンド』である。人気BL漫画を原作とするこの作品で沢村は繊細な内面演技が評価され、俳優として大きな注目を集める。さらに同年11月放送の読売テレビドラマ『未成年〜未熟な俺たちは不器用に進行中〜』第3話にグループメンバーの関哲汰とともに友情出演し、12月配信開始の短編ドラマ『旦那のアレ、もらってください』では主要キャストの北川冬夜役を演じるなど、幅広い作品に登場した。
2025年に入ってからも俳優業は順調に拡大している。TBS系日曜劇場『御上先生』では渋谷友介役として主要キャストの一人に起用され、同年4月スタートの読売テレビ深夜ドラマ『子宮恋愛』では松井愛莉演じる主人公の夫・苫田恭一役に抜擢された。
メディア出演以外では、ラジオや配信などを通じた発信も積極的に行っている。グループとしてインターネットラジオ・AuDeeで配信される週刊番組『ONE N' ONLYのワンエンタイム』にレギュラー出演しており、メンバーとともにトークや企画を展開している。また2024年11月からは、俳優の中川大志がパーソナリティを務めるFM NACK5の番組『中川大志のConnected base』にて、中川の不在期間中の代打パーソナリティを担当した。

## 人物
多趣味で知られ、公式プロフィールでも趣味は「車、料理、野球観戦、格闘技観戦、イヤフォン集め」と幅広く挙げられている。中でも車への愛情は格別で、国産車から外車まで幅広い知識を持つカー・マニアである。車情報誌の編集長から「知識量とマニアック度が専門家レベル」と太鼓判を押されたほどで、2023年にはマツダのファンイベントで同社の著名デザイナーと対談する機会を得ている。格闘技やプロ野球にも精通しており、休日には試合会場へ足を運ぶほど熱心なファンである。料理好きでもあり、自炊の様子をSNSで公開することも多い。特技に「激辛グルメ」を挙げるほどの辛党で、蒙古タンメン中本の看板メニュー「北極ラーメン」を通常の3～4倍の辛さにしてよく食べているという。本人曰く「好きなことに関われたら睡眠時間2時間でも大丈夫」というほど情熱的で、実際に趣味に没頭するあまり徹夜になってしまうこともあると明かしている。

## 出演

### テレビドラマ
- FAKE MOTION -たったひとつの願い-（2021年1月20日 - 3月10日、日本テレビ） - 甘粕信太郎 役[11][12]
- パティスリーMON  第7話（2024年2月21日、テレビ東京）[23]
- 彼のいる生活（2024年4月12日 - 5月31日、TOKYO MX） - 春名圭太 役[24]
- アンチヒーロー 第6話（2024年5月19日、TBS） - 森尾 役[25][26]
- ハッピー・オブ・ジ・エンド（2024年9月3日 - 24日、フジテレビ） - 主演・ケイト / 浩然 役（別府由来とダブル主演）[28]
- 未成年〜未熟な俺たちは不器用に進行中〜 第3話（2024年11月19日、読売テレビ）[29]
- 御上先生  第1話 -（2025年1月19日 - 、TBS） - 渋谷友介 役[31]
- 子宮恋愛（2025年4月11日 - 6月27日、読売テレビ） - 苫田恭一 役[32]
- ひとりでしにたい第1話（2025年6月21日、NHK総合）- 織田流星 役[37]

### バラエティ
- 特命ぺこぱ〜ぺこぱ貸します〜（2022年1月17日、dTVチャンネル・ひかりTV）[38]

### ウェブドラマ
- 旦那のアレ、もらってください（2024年12月20日、BUMP） - 北川冬夜 役[30]

### 映画
- バトルキング!! -We'll rise again-（2023年3月10日、SDP） - 主演・早乙女以蔵 役（ONE N' ONLYとして主演）[19]
  - BATTLE KING!! Map of The Mind -序奏・終奏-（2025年2月14日・3月14日、SDP）[20][21]

### CM
- ガンホー「企業×WBSCプレミア12」（2015年）

### ウェブ
- フォーラムエンジニアリングWebムービー「就活生編」（2016年）[8]

### 舞台
- FAKE MOTION -卓球の王将-（2020年7月2日 - 10日、品川プリンスホテル ステラボール / 17日 - 26日、AiiA 2.5 Theater Kobe）- 甘粕信太郎 役2021年春に延期[13]。
- FAKE MOTION -THE SUPER STAGE-（2021年4月19日 - 5月2日、品川プリンスホテル ステラボール） - 甘粕信太郎 役[14][15]
- 虹色とうがらし（2021年8月28日 - 9月5日、あうるすぽっと） - 浮論 役[16][17]

### ライブ・イベント
- 「FAKE MOTION –卓球の王将-」オンラインファンミーティング 第1部（2020年6月13日）[39]
- FAKE MOTION 2021 SS LIVE SHOW（2021年3月25日・26日、東京ガーデンシアター）[40][41]

## 作品

### CD
| 発売日        | タイトル                           | 規格                  | 規格品番                 | 参加曲               | 出典   |
| ------------- | ---------------------------------- | --------------------- | ------------------------ | -------------------- | ------ |
| 2021年2月24日 | FAKE MOTION －たったひとつの願い－ | CD+DVD                | TYCT-39148 (初回限定盤A) | 全形態共通 04. SMASH | [ 42 ] |
| 2021年2月24日 | FAKE MOTION －たったひとつの願い－ | CD+フォトブックレット | TYCT-39149 (初回限定盤B) | 全形態共通 04. SMASH | [ 42 ] |
| 2021年2月24日 | FAKE MOTION －たったひとつの願い－ | CD+フォトブックレット | TYCT-39150 (初回限定盤C) | 全形態共通 04. SMASH | [ 42 ] |
| 2021年2月24日 | FAKE MOTION －たったひとつの願い－ | CD                    | TYCT-39151 (通常盤)      | 全形態共通 04. SMASH | [ 42 ] |